# Jorge Sampaoli
Jorge Luis Sampaoli Moya (* 13. März 1960 in Casilda, Provinz Santa Fe) ist ein argentinischer Fußballtrainer.

## Biographie
Jorge Sampaoli spielte als Spieler für die Newell’s Old Boys und musste in jungen Jahren nach einem Bruch des Schien- und des Wadenbeins seine Karriere beenden. Daraufhin war er zunächst Kassierer in einer Bankfiliale und Friedensrichter in seinem Geburtsort Casilda. Zu Beginn der 1990er Jahre entdeckte er Marcelo Bielsa, der bei den Newell’s Old Boys Trainer wurde, als Idol und kehrte als Trainer zum Fußball zurück. Seine ersten Klubs wurden Amateurmannschaften aus der Provinz, unter anderem Almuni. Als Bielsa argentinischer Nationaltrainer wurde, reiste Sampaoli in das 350 Kilometer entfernte Buenos Aires, um die Trainingseinheiten Bielsas aus 400 Metern Entfernung mit einem Feldstecher zu beobachten. Als Trainer der Amateurmannschaften erzielte er den einen oder anderen Erfolg.
Ein Funktionär seines Jugendvereins wurde auf ihn aufmerksam, als ein Foto aufgetaucht war, auf dem Sampaoli nach einem Feldverweis hinter einem Zaun vom Geäst eines Baumes sein Team weitercoachte. Daraufhin bot dieser Funktionär ihm einen Posten als Trainer der Reservemannschaft des Klubs aus Rosario an; Sampaoli nahm das Angebot an. In jener Zeit unternahm er auch Studienreisen in die Niederlande, nach Italien und nach Spanien, um sich auf Trainingsplätzen von Profimannschaften fortzubilden. Der peruanische Verein Juan Aurich verpflichtete Sampaoli, bezahlte 2500 Dollar für das gesamte Trainerteam und stellte mit der örtlichen Feuerwache auch eine Bleibe zur Verfügung. Bei Juan Aurich verdiente er sich seine ersten Sporen im Profifußball. Er bekam bei Sport Boys und Coronel Bolognesi besser dotierte Verträge, um schließlich Trainer bei Sporting Cristal, einem der populärsten Klubs Perus, zu werden. 2007 fiel er einer Intrige der Sporting-Cristal-Belegschaft zum Opfer, als den Spielern die physischen Übungen und vor allem die taktischen Exerzitien zu exzessiv wurden. Nach der darauf folgenden Entlassung ging er nach Chile, wo sein Idol Marcelo Bielsa zu diesem Zeitpunkt Nationaltrainer war, und übernahm den Trainerposten bei CD O’Higgins. Über den Umweg Ecuador, wo er CS Emelec trainierte, übernahm er in Chile Universidad de Chile und führte den Klub zu zwei Meistertiteln und mit der Copa Sudamericana 2011 zum ersten internationalen Titel.
Sein Landsmann Claudio Borghi wurde im November 2012 als Trainer der chilenischen Nationalmannschaft entlassen; Sampaoli trat am 4. Dezember 2012 seine Nachfolge an. Er führte Chile zur WM 2014 und errang nebenbei Achtungserfolge in Spielen gegen Brasilien (2:2), Spanien (2:2) und gegen England (2:0 im Wembley-Stadion). Das Freundschaftsspiel am 5. März 2014 in Stuttgart gegen Deutschland wurde mit 0:1 verloren. In der Gruppenphase der WM-Endrunde in Brasilien traf Chile auf Australien, Spanien und auf die Niederlande. Einem 3:1-Sieg gegen Australien folgte ein 2:0-Sieg gegen Spanien, womit Chile sich vorzeitig für das Achtelfinale qualifizierte, während Spanien vorzeitig ausschied. Das Spiel gegen die Niederlande wurde mit 0:1 verloren; als Gruppenzweiter traf die Mannschaft auf Brasilien. Chile verlor knapp nach Elfmeterschießen.
Im Sommer 2015 gewann die chilenische Nationalmannschaft unter Sampaoli mit der Copa América 2015 ihren ersten Titel. Im Januar 2016 trat er als Nationaltrainer zurück.
Im Sommer 2016 übernahm Sampaoli den spanischen Primera-Division-Klub und Europa-League-Sieger FC Sevilla.
Von 2017 bis 2018 trainierte Sampaoli die argentinische Nationalmannschaft. Um ihn aus dem laufenden Vertrag beim FC Sevilla freizukaufen, zahlte der argentinische Verband eine Ablösesumme von 1,5 Mio. Euro an den Verein.
Nach Stationen beim FC Santos und Atlético Mineiro übernahm Sampaoli im März 2021 den französischen Erstligisten Olympique Marseille als Cheftrainer. Er erhielt einen Vertrag bis zum 30. Juni 2023 und führte OM zum Ende der Saison 2020/21 mit dem 5. Platz in der Ligue 1 in die Europa League. Nach der Spielzeit 2021/22 folgte seine Entlassung.
Am 6. Oktober 2022 gab der FC Sevilla Sampaolis Verpflichtung bis zum 30. Juni 2024 bekannt. Nach einer Niederlage gegen den FC Getafe gab der Klub am 21. März 2023 die vorzeitige Auflösung des Vertrages mit Sampaoli bekannt. Im April des Jahres wurde seine erneute Verpflichtung in Brasilien bekannt. Hier unterzeichnete er einen Kontrakt bei CR Flamengo in Rio de Janeiro. Ende September 2023 wurde Sampaoli entlassen.
Im November 2024 wurde er als Nachfolger von Julien Stephan Cheftrainer beim französischen Erstligisten Stade Rennes. Ende Januar 2025 wurde Sampaoli wieder entlassen.

## Erfolge als Trainer
Nationalmannschaft von Chile
- Copa America: 2015

Universidad de Chile
- Primera División, Apertura (2): 2011, 2012
- Primera División, Clausura (1): 2011
- Copa Sudamericana (1): 2011